# Беркович Марк Юхимович
Марк Юхимович Беркович ( 1903, Овідіополь, Одеський повіт, Херсонська губернія, Російська імперія —  1982, Одеса, Українська РСР, СРСР) — історик-медієвіст, кандидат історичних наук. Член Одеського археологічного товариства.

## Життєпис
Марк Юхимович Беркович народився в 1903 році в  місті Овідіополь Одеського повіту Херсонської губернії Російської імперії у родині дрібних крамарів. 
В 1926—1930 роках навчався в Одеському інституті народної освіти, потім викладав.
У 1930-х роках працював заступником завідувача Одеського історичного архіву та завідувачем сектору агітації та пропаганди. 
В 1939 в Одеському державному педагогічному інституті іноземних мов захистив дисертацію на здобуття наукового ступеня кандидата історичних наук. Згодом присвоєно вчене звання доцента. 
У 1941—1945 роках читав лекції у Будинку Червоної армії у місті Камишині. Згодом завідувач кафедри у Ленінабадському педагогічному інституті.
В першій половині 1950-х років працював доцентом Кіровоградського педагогічного інституту. 
З вересня 1956 року і до кінця 1970-х років викладав низку загальних та спеціальних курсів на кафедрах середніх віків та нової та новітньої історії в Одеському державному університеті імені І. І. Мечникова. Був членом Одеського археологічного товариства. 
Марк Юхимович Беркович помер 28 лютого 1982 в Одесі.

## Наукова діяльність
Наприкінці 1920-х років — у 1930-х роках  зосереджувався на проблемах української медієвістики, наполягаючи на необхідності проведення ретельних джерелознавчих студій суспільного життя України литовсько-польської доби, при цьому порівнюючи з ситуацією в інших європейських країнах. Також  видав з ґрунтовними коментарями збірку документів з історії одного з провідних одеських заводів. У другій половині ХХ століття  досліджував питання археології залізної доби, був автором посібника для вчителів з археології Кіровоградщини.
Велику увагу  приділив процесу становлення німецького народу, намагаючись на великій джерельній базі обґрунтувати теоретичні побудови марксизму. Гострій критиці  піддавав прибічників протилежних поглядів. Водночас приділяв велику увагу питанням теорії походження націй, зокрема, виявляючи економічне підґрунтя утворення народів та держав у східних слов'ян та таджиків. Відповідні питання  висвітлював й в джерелознавчому та історіографічному дискурсах, популяризував свої погляди в одеській пресі. Німецькознавчі праці Марка Берковича рецензувались у провідних, зокрема, німецьких виданнях. За спогадами студентів, його лекції та практичні заняття відзначались чіткістю та ґрунтовністю, широкою ерудицією.
Співавтор декількох ґрунтовних посібників та програм для студентів. Загальна кількість його праць складає приблизно 50

### Наукові праці
- Досліди з приводу досліду (Про копний суд на Україні 16 — 17 сторіччя) // Прапор марксизму. — 1929. — № 5;
- Історія заводу ім. Січневого повстання в Одесі. — Одеса, 1932;
- Общественный строй Нейстрии во второй половине VI века (К истории возникновения частной собственности на землю и крупного землевладения на заре средневековья во Франции). — Диссертация на осискание уч. степ. канд. истор. наук. — Одесса, 1939;
- До питання про походження древнеруської народності // Наукові записки Кіровоградського педагогічного інституту. — Т. 3. — К., 1957;
- К вопросу об особенностях процесса формирования немецкой народности // Средние века. — Вып.27. — М.,1965.

## Нагороди
- Медаль  «За доблесну працю у Великій Вітчизняній війні 1941—1945 рр.».